# Namco System 10
Namco System 10 es una Placa de arcade creada por Namco destinada a los salones arcade.

## Descripción
El Namco System 10 fue lanzada por Namco en 2000, y tal y como el Namco System 11 y Namco System 12, está basada en el hardware de PlayStation, aunque es un poco más potente que la primera consola de Sony.
El sistema es similar pero tiene algunas diferencias con Namco System 11 y Namco System 12. Posee un procesador R3000A de 32 bit RISC, y el audio lo gestiona el Playstation SPU, con 24 Canales y 44.1 kHz. A diferencia de lo que ocurre con el Namco System 11 y 12, los juegos aparte de venir en roms también vienen algunos en formato óptico CD o DVD.
En esta placa funcionaron 25 títulos.

## Especificaciones técnicas

### Procesador
- R3000A 32 bit RISC processor, Clock - 48MHz, Operating performance - 30 MIPS, Instruction Cache - 4KB 
  - OSC : 53.693175MHz and 101.4912MHz
  - BUS : 132 MB/sec.
  - OS ROM : 512 Kilobytes

### Audio
- Playstation SPU, 24 Channels, 44.1KHz sample rate, PCM audio source, Digital effects include: Envelope, Looping, Digital Reverb, Load up to 512K of sampled waveforms, Supports MIDI Instruments.

### Memoria Ram
- 2 Mb.

### Tarjeta gráfica
- 2 Mb. de memoria, 360,000 polígonos/seg, dibujado sprite/BG , frame buffer ajustable, No line restriction, 4,000 8x8 pixel sprites con escala y rotación individual , fondos simultáneos (Parallax scrolling)
  - Efectos de Sprite: Rotation, Scaling up/down, Warping, Transparency, Fading, Priority, Vertical and horizontal line scroll
  - 16.7 million colors, Unlimited CLUTs (Color Look-Up Tables)
  - otros : custom geometry engine, custom polygon engine, MJPEG decoder

### Video
- Resolución 256x224 - 740x480 pixeles

## Lista de videojuegos
- GAHAHA Ippatsu-dou
- GAHAHA Ippatsu-dou 2
- Gamshara
- Gekitoride-Jong Space
- Hard Puncher Hajime no Ippo 2 Ouja e no Chousen
- Honne Hakkenki
- Kono TACO!
- Kotoba no Puzzle Mojipittan
- Kurukuru Food
- Mr Driller 2
- Mr Driller G
- NFL Classic Football
- Panicuru Panekuru
- Photo Battle
- Point Blank 3 / Gunbalina
- Seishun Quiz Colorful High School / Ren-ai Quiz High School Angel
- Star Trigon
- Taiko no Tatsujin
- Taiko no Tatsujin 2
- Taiko no Tatsujin 3
- Taiko no Tatsujin 4
- Taiko no Tatsujin 5
- Taiko no Tatsujin 6
- Tsukkomi Yousei Gips Nice Tsukkomi
- Uchuu Daisakusen : Chocovader Contactee